# 斯米爾加河
斯米爾加河是立陶宛的河流，位於該國中部，由考那斯縣負責管轄，河道全長32公里，流域面積209平方公里，最終在凱代尼艾注入內韋日斯河。
55°17′17″N 23°59′04″E / 55.28806°N 23.98444°E